# 小深山菜美
小深山 菜美（こみやま なみ、1983年4月21日 - ）は日本の女優。
神奈川県横浜市出身。身長163cm。

## 略歴・人物
2002年『模倣犯』で映画デビュー。映画、CMに出演している。
『夜が終わる場所』（2012年、宮崎大祐監督）で、マドリード国際映画祭（Madrid International Film Festival）の外国語部門の助演女優賞にノミネートされた。
2歳下の女優・三村恭代とは互いにメール交換する程の仲である

## 出演作

### 映画
- 模倣犯（2002年）森田芳光監督 - 殺される女 役[2]
- 楳図かずおの恐怖劇場〜蟲たちの家〜（2005年）黒沢清監督[4]
- ひかりのくに（2006年）児玉和土監督 - 主演・遠山順子 役
- Collars（2006年）柿本ケンサク監督
- 黄昏モメント（2006年）牛畠早映監督 - 主演・涌井雨
- 水の睡り（2006年）栩兼拓磨監督 - 美貴役
- 龍宮（2007年）太田信吾監督 - 主演・石川エリカ 役
- 一周忌物語（2008年）安達寛高（乙一）監督 - 主演[5]
- 鏡の娘（2008年）金子雅和監督  - 主演・水田蒼葉 役
- Your Sound（2008年）奥田寛監督 - 主演
- てのひらの岳（2008年）畑亜希子　岡山佳弘監督 - 主演
- こなごな（2009年）金子雅和監督 - 主演・美花 役[6]
- ZERO NOIR（2010年）伊藤丈紘監督 - 主演
- 復元師（2010年）金子雅和監督 - 主演
- 失はれる物語（2010年）金子雅和監督 - 主演
- MORE（2010年）伊藤丈紘監督 - 主演
- 夜が終わる場所（2012年）宮崎大祐監督 - 主演・須藤雪音 役[注釈 1]
- 愛の異端（2012年）小岩貴寛監督 - 主演
- ぼくたちの家族（2014年）石井裕也監督
- ぼくたちは上手にゆっくりできない。（2015年）安達寛高（乙一）監督

### テレビ
- 若菜の女塾（2001年10月 - 11月、テレビ東京系列）[7]
- サイコメトラーEIJI 2 第1話（1999年、日テレ）
- タイムスクープハンターシーズン3・第5話（2011年6月9日、NHK）[7]
- 日曜劇場 S -最後の警官- 第3話（2014年1月26日、TBS）[8]

### CM
- 村田製作所 〜携帯電話フタマタはダメよ篇〜（2000年）
- トヨタ自動車　トヨタ・ファンカーゴ（2002年）
- エステー化学　Fe-can （2002年）
- ソニー損保　自動車保険〜事故対応篇〜（2005年）
- ファミリーマート　スイーツストーリー 赤じゅうたん篇（2006年）[9]
- ジェットスター航空（2007年）
- ホーメルフーズジャパン スパム
  - 2010年
  - SPAM×ESSE こんなスパム知りませんでした（2014年）[9]
- 興和
  - トメダインコーワフィルム（2010年・2011年）
  - トメダインコーワ錠（2010年）[9]
- サントリー BOSS贅沢微糖「空港」篇（2012年）
- アサヒフードアンドヘルスケア一本満足バー マンゾクどすえ篇（2013年）
- 日産自動車 DAYZ ビッグアンベール篇（2013年）
- LIXIL ERAジャパン （2015年）
- 新日本製薬 ヨクイニン錠（2015年）
- 全労済 全労済のお店（こくみん＋住まいる）篇〜（2015年）